# 吉岡沙知
吉岡沙知（1987年8月3日—）是日本的女性聲優，東京都出身。自由身。

## 人物
2014年12月31日離開JTB娛樂。
小時候就常跟母親一起觀賞動畫，在某次的國語朗讀時，想到能把聲音變成自己的特技，並因此朝聲優之路邁進。

## 演出作品
※粗體字為主要角色。

### 電視動畫
2009年
- 空中鞦韆（女學生C）
- 肯普法（女學生C）

2011年
- 迴轉企鵝罐（超市的女孩子、歌迷A、女孩子、小孩）
- 結界女王（女學生）

'2012年
- 戰國Collection（足球社員）

2013年
- BROTHERS CONFLICT（事務員）

### 劇場動畫
2013年
- 聖哥傳

### 遊戲
2013年
- 女友伴身邊（圓城寺小菊[5]）

### 舞台
2007年
- 劇團軌跡「Little Steps Ⅵ・Ⅶ」（TACS1179）

2008年
- 演劇的集結2008「宮澤賢治的世界」（板橋區立文化會館）

2009年
- 日韓演劇祭典參加作品「強棒」（池袋Owlspot）

2010年
- 「友情～秋櫻的敘事詩」小林明子（銀座博品館劇場）

### 其他
- 爆音吉他女子圖鑑

## 外部連結
- JTB娛樂時期事務所官方簡歷（日語）
- 吉岡沙知官方BLOG「眠り姫のうたた寝ぶろぐ」Powered by Ameba （页面存档备份，存于）（日語）
- お嬢様（仮）なぶろぐ （页面存档备份，存于）（日語）